# Jack Frost (film 1997)
Jack Frost è un film horror del 1997 diretto da Michael Cooney.

## Trama
Dopo la sua morte, un serial killer torna in vita sotto forma di pupazzo di neve per continuare la strage che aveva interrotto molti anni fa.

## Distribuzione
Il film è stato pubblicato come direct-to-video negli Stati Uniti nel 1997.